# Inteligência em aves

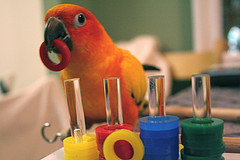
Os psitacídeos, como este exemplar de Aratinga solstitialis, costumam ser bem sucedidos em diversos testes cognitivos realizados em laboratórios. Contudo, dentre as aves, o exemplo mais notório é o do papagaio Alex.

Os estudos da inteligência em aves têm demonstrado que tais animais são dotados de um aparato cognitivo capaz de lhes propiciar diversas ações que podem ser compreendidas como sinais de inteligência, como por exemplo a capacidade de planejar o futuro. São utilizadas análises anatômicas e comparativas entre espécies, além de estudos comportamentais, como baseados na manipulação de objetos. Os corvídeos e os psitacídeos estão entre os táxons considerados mais inteligentes, capazes de manipular objetos, decorar e relacionar sons com objetos. Aves são animais sociais e algumas espécies de aves são capazes de passar conhecimento aprendido para as próxima gerações.

## História
Historicamente, a capacidade cognitiva de aves foi pouco considerada por ornitologistas até anos mais recentes. Acreditava-se que a capacidade de voo e, assim, a necessidade de vencer a gravidade resultaria em um cérebro diminuto e apenas capaz de reagir instintivamente aos estímulos do meio. Além disso, defendia-se erroneamente que diversas partes do telencéfalo aviário seriam derivadas dos gânglios basais, enquanto o neocórtex de mamíferos seria a estrutura básica para emergência de comportamento inteligente. Hoje, essa noção foi revisitada e sabe-se que a maior parte do telencéfalo das aves é derivada do pallium, assim como nos mamíferos e houve um esforço da comunidade científica para renomear as regiões de neuroanatomia das aves a fim de refletir os paralelos encontrados entre as diferentes classes. Os estudos com pombos e galinhas na investigação de aprendizagem associativa também ajudaram a  sedimentar a crença já estabelecida que aves seriam pouco inteligentes.
As investigações da capacidade cognitiva de Alex, o papagaio, e Betty, o corvo, encorajaram as discussões acerca da evolução da inteligência desses grupos de aves.  

## Linhas de pesquisa

### Aprendizagem associativa

Galinhas eram atração em parques de diversão e disputavam partidas de jogo da velha com visitantes - Atlantic City, New Jersey

Pombos (Columbidae) e galinhas (Galliformes) foram espécies importantes no desenvolvimento da psicologia experimental, especialmente do condicionamento operante, um mecanismo de aprendizagem associativa. Pombos demonstraram competência para aprender a distinguir estímulos e escolher estímulos iguais dentre variados (matching to sample). Os experimentos ficaram famosos nos Estados Unidos com a popularização de atrações que envolviam galinhas treinadas para disputar partidas de jogo da velha com humanos. As espécies envolvidas nas linhas de pesquisa behavioristas se encontram em grupos basais na filogenia de Aves e, ainda que haja grande variação de inteligência entre as aves, é razoável que todas sejam capazes de aprender de maneira associativa dado que essa habilidade é encontrada em diversos táxons diferentes e menos derivados do que o grupo das aves.

### Memória
Alguns estudos também focam em analisar a capacidade de aves em reter e trabalhar a informação. Os pombos possuem uma extraordinária capacidade de geolocalização, conseguindo reconhecer lugares por onde já passaram. Utilizando um mapa de navegação espacial baseado na memória podem direcionar para encontrar seu local de origem, se re-direcionando a partir de pontos reconhecidos na paisagem. Também reconhecem cheiros na paisagem o que pode ajudar a encontrar seu destino.
Outras aves como o chapim podem, a partir de uma memória espacial, encontrar comida que eles haviam escondido previamente, demonstrando assim um reconhecimento do ambiente.
Várias espécies de passeriformes são capazes de aprender e memorizar novos cantos. Mas o caso mais extremo de memorização em aves é provavelmente na família dos Psitacidae, representado pelos papagaios, capazes de lembrar inúmeros sons formas e cores, podendo reconhecer algumas palavras e objetos.
Os estudos comportamentais de memória muitas vezes estão associados a estudos de fisiologia e anatomia do sistema nervoso das aves. A memorização está relacionada com o desenvolvimento da região do hipocampo e com o prosencéfalo.

### Aprendizagem social
O conceito de aprendizagem social é geral e inclui uma série de mecanismos de aquisição de nova habilidade por mediação ou interação com outro indivíduo como, por exemplo, imitação. Certas teorias defendem que a vida social intensa seria uma das pressões seletivas para o desenvolvimento de inteligência em animais. Aves apresentam uma grande variação de arranjos sociais, desde espécies solitárias como Martim-pescador, até formações com milhares de indivíduos.
O primeiro indício de uma aprendizagem mediada socialmente ocorreu na Inglaterra em 1921 quando indivíduos da espécie Chapim Azul ficaram famosos por abrir garrafas de leite entregues nas portas das residências. Esse comportamento de forrageio se espalhou pelo país com muita rapidez e foi proposta a hipótese de que tivesse ocorrido transmissão cultural da técnica. Para testar a transmissão cultural de inovações, pesquisadores ensinaram alguns indivíduos de Chapim-real a retirarem comida de um aparato de maneiras diferentes, soltaram os animais na natureza e distribuíram aparatos pela distribuição dos pássaros na região. Os animais não-treinados passavam a resolver o problema utilizando a mesma estratégia do animal treinado da sua rede social. Os critérios de seleção de parceiros também são aprendidos socialmente por Mandarins e algumas espécies aprendem sobre o risco de predadores a partir de transmissão cultural, mesmo em casos que o dito predador não é uma ameaça ou nunca foi avistado pelo próprio indivíduo.
Também há estudos com o Papagaio-da-nova-zelândia que aprenderam a encontrar comida revirando lixões na Nova Zelândia. Devido à grande oferta de comida, grandes grupos se reúnem para comer, atraindo indivíduos de várias idades. O benefício potencial do forrageamento em grupo, é que o comportamento das aves experientes deve fornecer informações confiáveis sobre a localização e a aparência dos recursos desejáveis.
Diversas espécies demonstram capacidade de reconhecer indivíduos diferentes e si próprios [ver Reconhecimento de si] sendo que o corvo comum consegue reconhecer indivíduos familiares, e a qualidade da relação, mesmo após três anos de separação. Corvos e papagaios africanos demonstram entendimento de relações de reciprocidade sendo que corvos são famosos pelo seu hábito de dar presentes. Em 2015, a revista BBC publicou a história de uma menina que deixava guloseimas para os corvos em uma bandeja e recebia pequenos presentes dos animais entregues na mesma bandeja. [link externo 6]
Cacatuas e corvos se recusam a realizar tarefas se receberem menos recompensa que coespecíficos e também aprendem a se auto-controlar e aguardar mais tempo se isso permitir acesso a recompensas melhores.

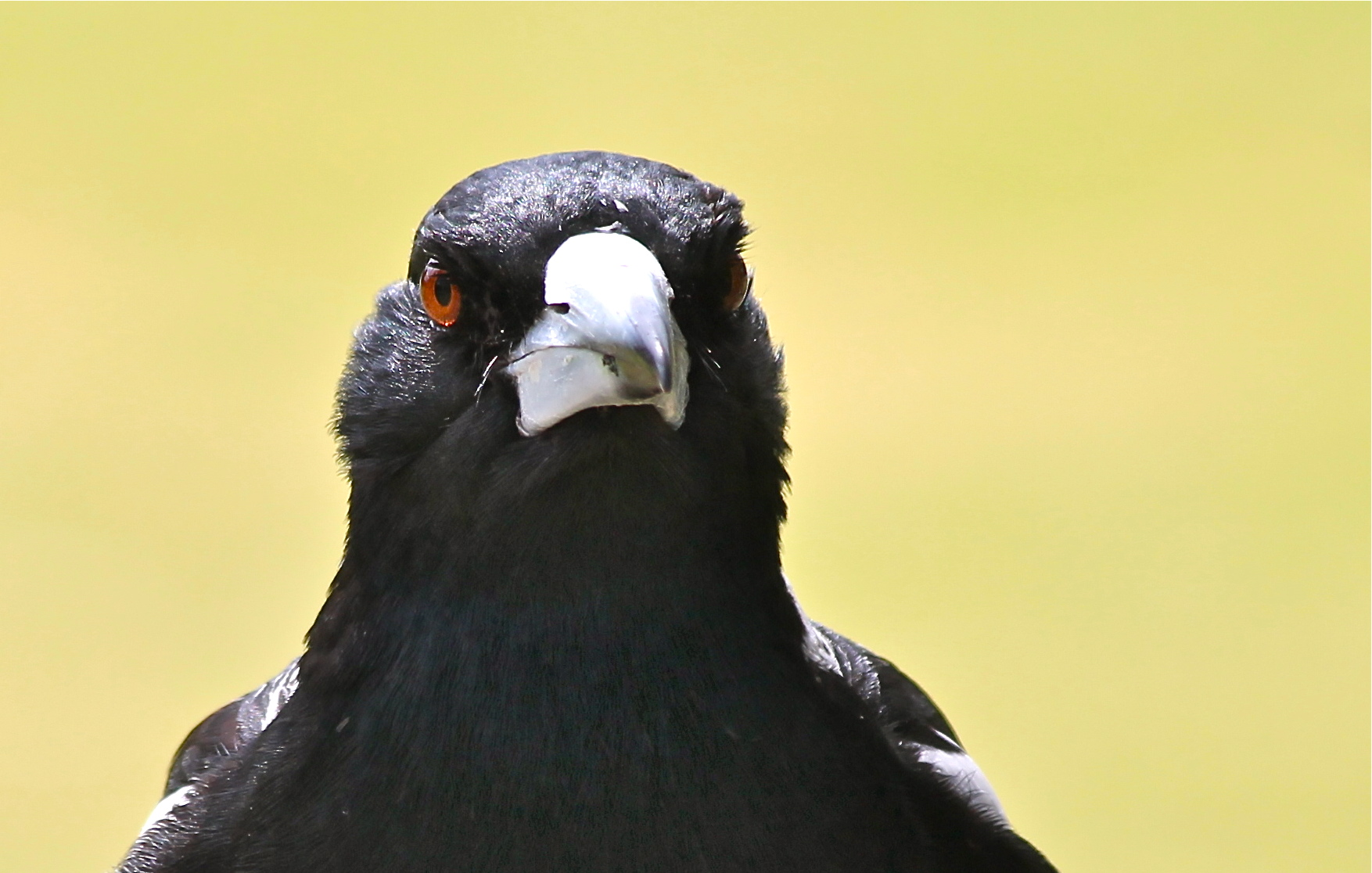
Pega-rabuda se reconheciam ao se verem no espelho

### Reconhecimento de si
O teste do espelho é usado em experimentos para avaliar se animais são conscientes de si e conseguem se distinguir de outros indivíduos. Espécimes de Pega-rabuda portando um adesivo colado embaixo do bico quando colocados em frente a espelhos reagiam tentando retirar o adesivo, demonstrando, pela primeira vez, o reconhecimento de si em não-mamíferos.

Em 1981, pesquisadores alegaram que pombos comuns também eram capazes de passar no teste do espelho. Após acostumarem 3 pombos em um pequeno compartimento com espelho, estes eram ensinados a receber comida quando encostassem em um ponto azul em seu corpo. Numa segunda parte do teste, as penas dos pombos era novamente marcadas, porém em uma área em que não pudessem ver ou que era coberta por um papel. Os animais, então, utilizavam o espelho para detectar onde o ponto estava localizado, apontando para o próprio corpo e não para a imagem formada no espelho, demonstrando terem reconhecimento de si. A pesquisa, porém, foi alvo de críticas, pois os animais precisavam ser excessivamente treinados para passar no teste, os resultados foram considerados inconclusivos.

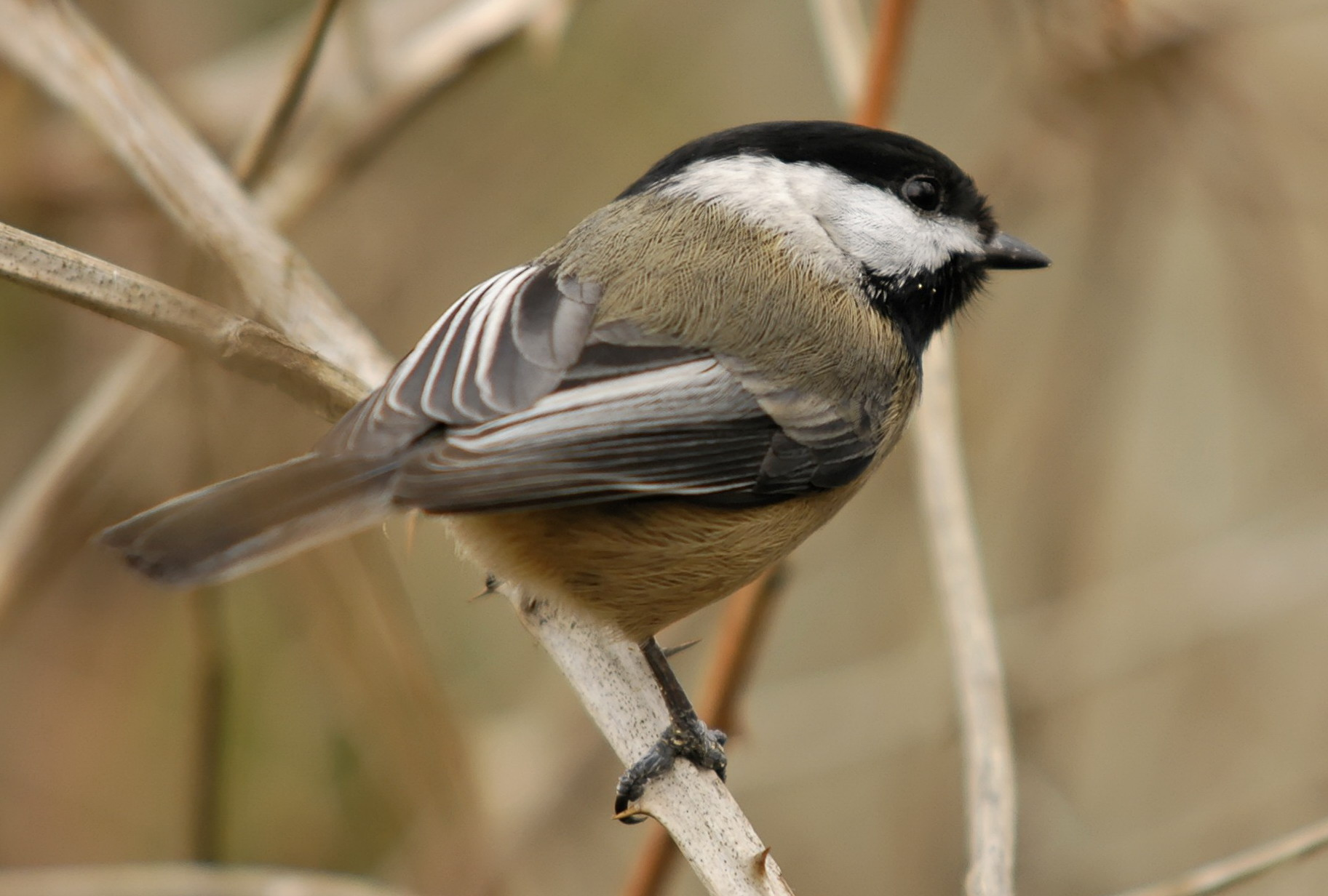
Chickadee preto-tampado utilizam o canto para passar informações sobre predadores para membros do bando

### Comunicação
As aves se comunicam umas com as outras através de vocalizações, gestos ou sequências de movimentos para acasalamento. Cada espécie possui uma capacidade de aprender vocalizações específicas ou até mesmo diversos tipos de vocalizações. Há casos mais extremos em que cada indivíduo da mesma espécie possua diferenças na forma de vocalizar. O Mandarim quando é criado próximo à outro macho adulto, desenvolve uma vocalização semelhante ao original. Essa vocalização é memorizada e usada como base para desenvolver o próprio canto
O chapim-de-cabeça-preta (Poecile atricapillus) possui um canto com sintaxe própria capaz de oferecer informações aos demais do bando, especialmente sobre tamanho, nível de ameaça e posição referencial do predador (ex: em movimento ou parado). A comunicação entre os indivíduos do bando permite o chamado para proteção através de estratégias de mobbing. O canto dessa espécie também é modulado para atração de parceiras e defesa de território. Esses animais também são capazes de aumentar a frequência de seu canto caso haja sons no ambiente que atrapalhem a comunicação.

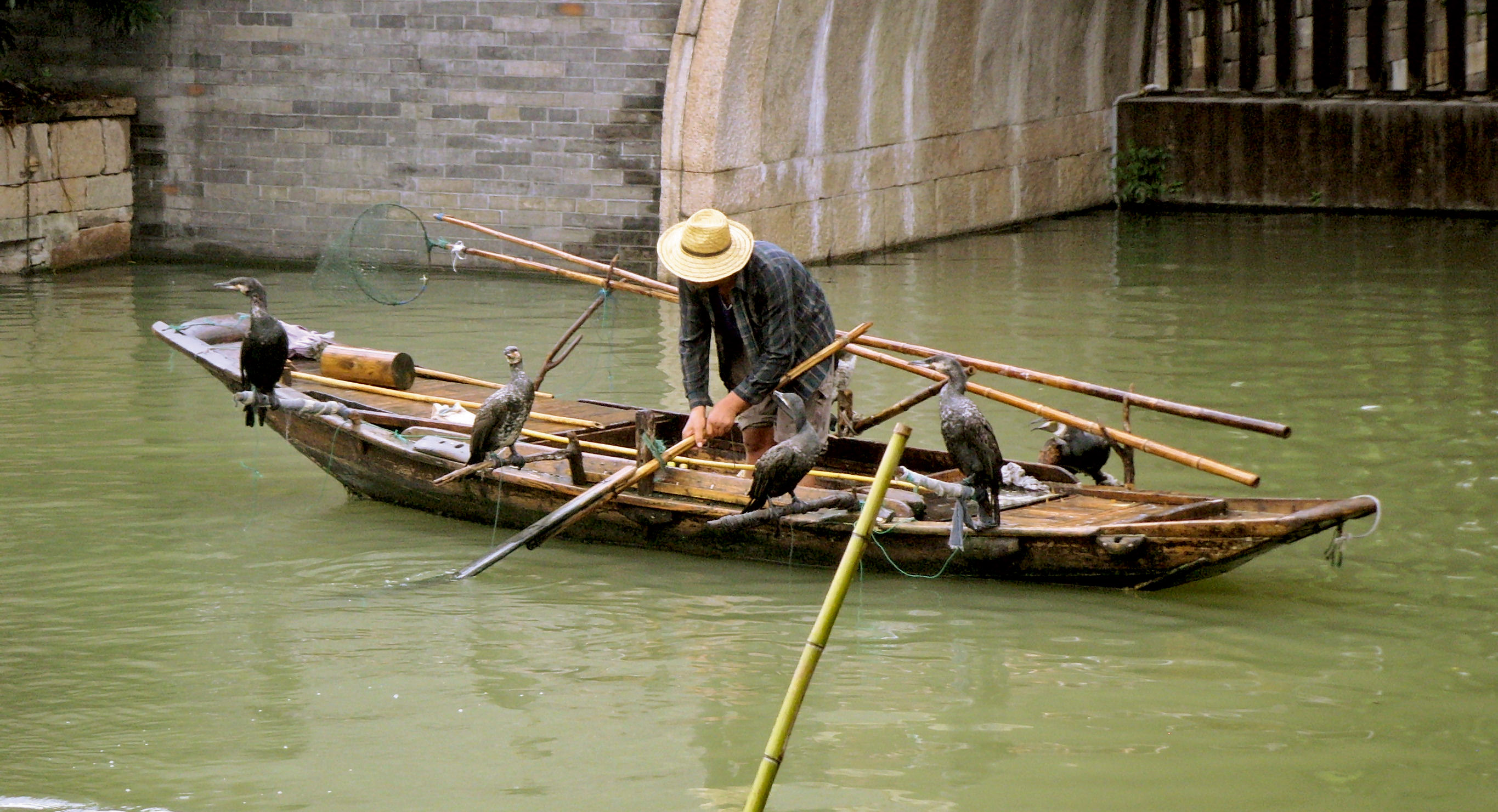
Pesca com auxílio de mergulhões

### Habilidade de contagem
A habilidade de contar é correlacionado com demonstração de inteligência. Estudos demonstram que corvos e papagaios possuem a habilidade de enumerar elementos do seu cotidiano, porém é limitado a poucos dígitos.
No rio Li na China, pescadores desenvolveram uma forma de pescar que envolvia a ajuda de Pato-mergulhão. A técnica consistia em treinar os mergulhões à pescar o peixe e por no cesto de pesca. A cada sete peixes pescados, os mergulhões recebiam uma recompensa. Quando um mergulhão atingia a cota de peixes e a recompensa não era dada, esse mergulhão se recusava a se mexer, ignorando os comandos recebidos,  enquanto que os demais que ainda não alcançaram a cota continuavam a pescar, demonstrando que os mergulhões tinham a capacidade de contar até sete.

### Uso de ferramentas
O uso de ferramentas é extremamente raro na natureza, observado em menos de 1% das espécies, incluindo aves, mamíferos e até em insetos. Em aves isso é amplamente observado, sendo que diversas espécies são famosas por suas resoluções de problemas com ferramentas. As garças-socozinho utilizam iscas para pescar seu alimento.

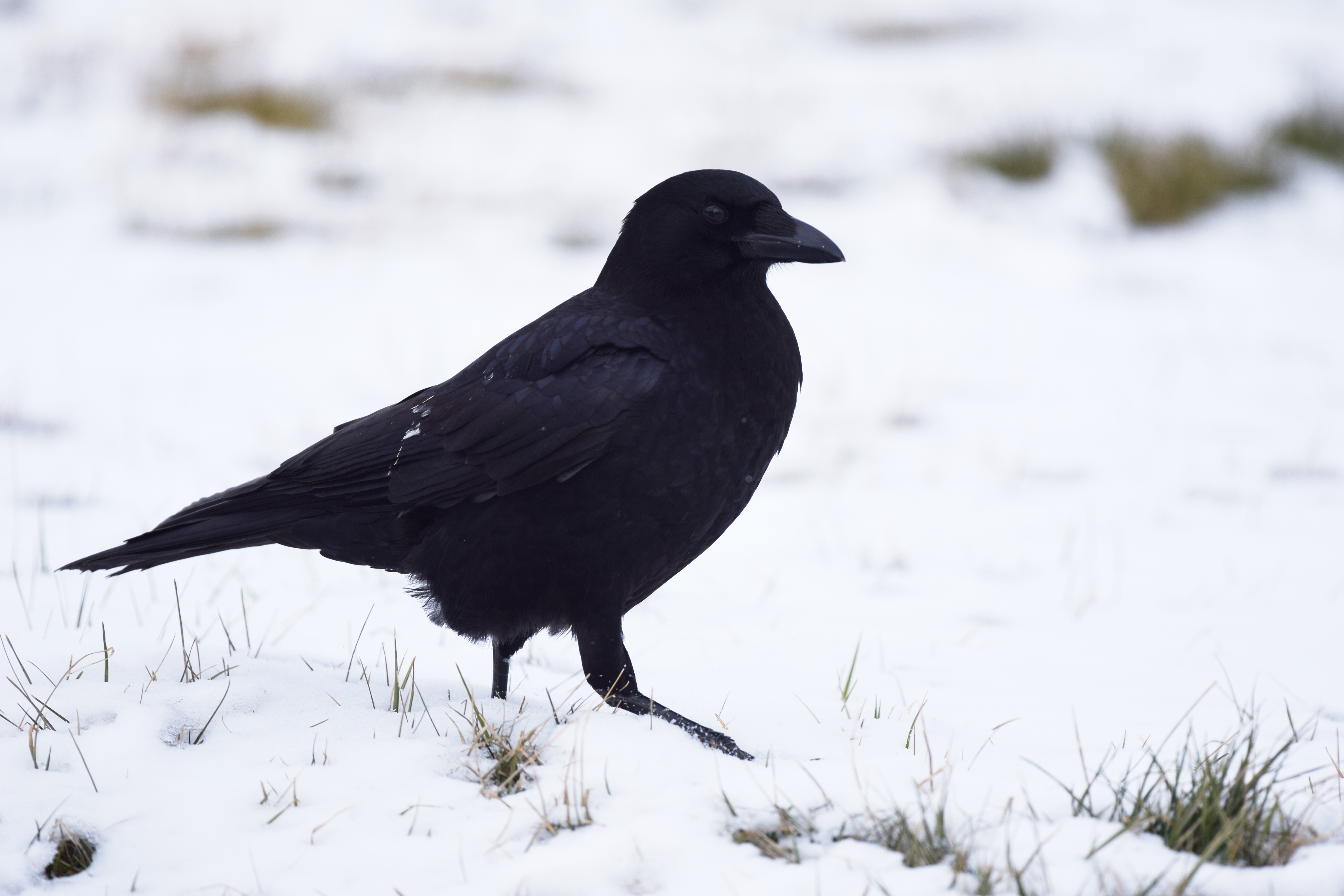
Corvo americano

A primeira descrição de modificação de ferramentas em laboratório foi realizado por Betty, o corvo, que dobrou dobrou a ponta de um arame para criar um anzol e resolver o problema criado pelos pesquisadores. Segundo os pesquisadores, os corvos do experimento criavam suas ferramentas a partir de duas etapas, sendo uma inicial de teste e a segunda de confecção, sem necessidade de tentativas e erros. Em experimentos posteriores, corvos-da-nova-caledônia foram condicionadas a evitar certas ferramentas, por exemplo, um graveto curto que nunca era suficiente para resolver os problemas apresentados. Quando introduzidos em uma problema de várias etapas em que o uso do graveto seria necessário para prosseguir na resolução, mesmo que ele ainda fosse inútil para recuperar o alimento, os animais rapidamente deixavam de evitá-lo e resolviam o problema com facilidade, o que indicava o uso de uma metaferramenta. Na natureza, a espécie conhecido por fabricar, diferenciar e transportar suas melhores ferramentas. No Japão, corvos também foram observados jogando jogando nozes em ruas movimentadas para quebrarem com carros passando.
Aves de rapina na savana australiana foram observadas manipulando fogo, sendo as primeiras espécies, não humanas, a demonstrarem esse tipo de uso de ferramenta. Os animais foram observados carregando gravetos em brasa para regiões gramadas que não estavam em incêndio, tanto de forma individual quanto em cooperação com outros indivíduos. Os locais da região sabiam da prática e a incluíam em seus folclores, mas apenas recentemente o comportamento foi descrito por cientistas europeus.
Outra característica já demonstrada em araras é a capacidade, ainda jovens, de reconhecer a permanência do objeto. Quando colocado um objeto, principalmente de interesse, no seu campo de visão a tendência dos pássaros é procurar de maneira lógica o objeto, o que nos leva a acreditar que essas aves conseguem compreender que o objeto continua a existir mesmo que elas não possam vê-lo.
Um relato de um ornitologista descreveu, pela primeira vez, o uso de um graveto como arma na disputa entre dois corvídeos, um corvo americano e um Blue jay.

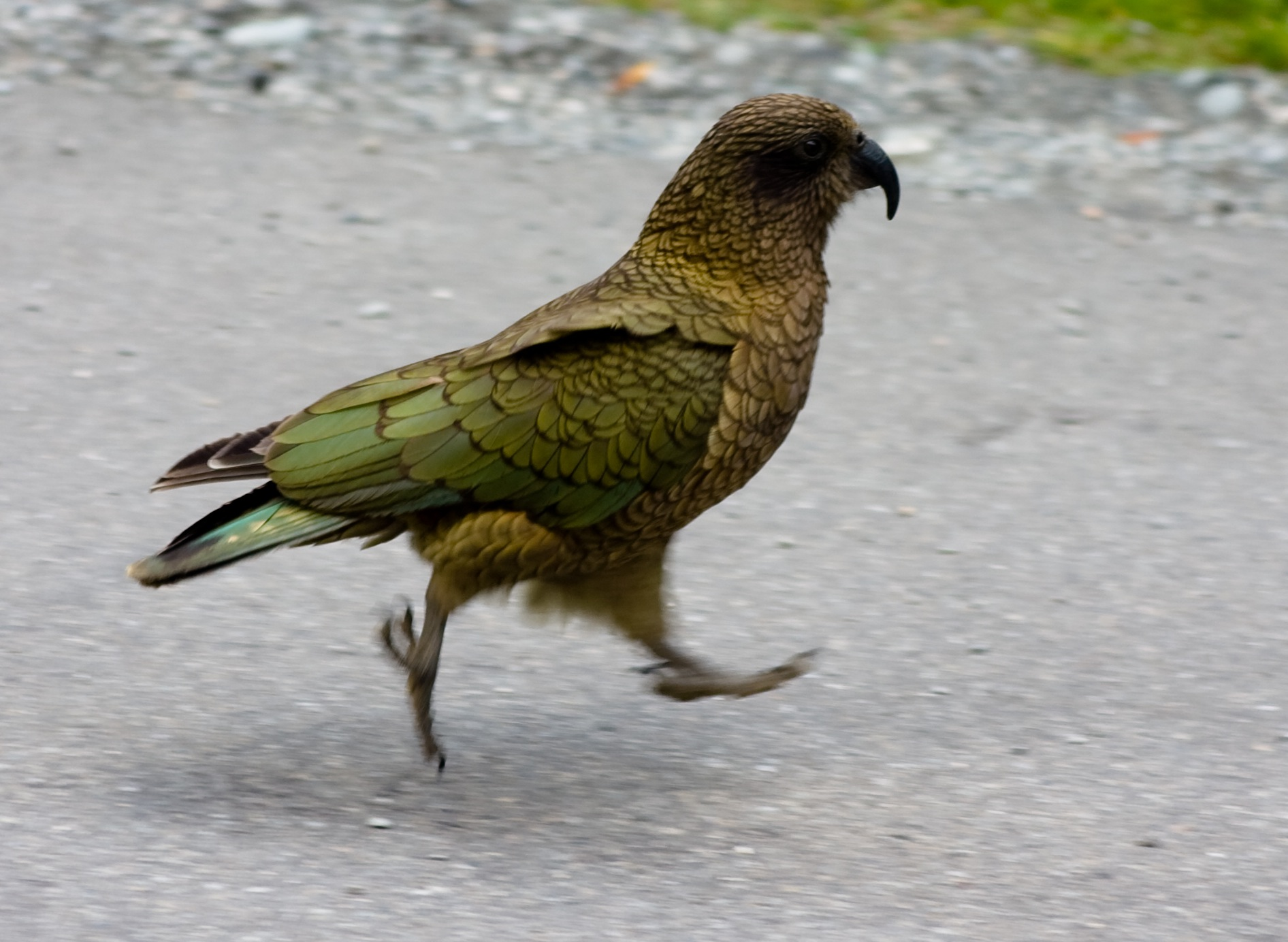
Kea neozelandês, a espécie é famosa por investigar objetos novos e destruir borrachas de veículos automotivos

### Inovação de forrageio
Dois tipos distintos de inovação de forrageio ocorrem em pássaros, inovação no tipo de alimento e inovação técnica na obtenção de alimento. Segundo cientistas, o último estaria ligado a inteligência correlacionando positivamente com coeficiente cerebral. Dentre os exemplos, estão os Bullfinches de Barbados (Loxigilla barbadensis) que são famosos por roubar envelopes de açúcar refinado de restaurantes. Garças reais européias afogam coelhos para conseguir comê-los e Picanços empalam suas vítimas em espinhos de acácias para conseguir arrancar pedaços da carne sem ter precisar consumi-las inteiras. Outros exemplos incluem o Chapim-azul capaz de abrir garrafas de leite, o Chupim que utiliza gravetos para revirar estrume de ruminantes a procura de sementes e os Keas neozelandeses que consomem a gordura e vísceras de ovelhas vivas.

## Evolução
Análises de fósseis de Theropoda indicam que a tendência ao aumento do volume cerebral, em relação ao peso corporal, surgiu antes mesmo das adaptações para o vôo, possivelmente para controlar olhos já mais desenvolvidos para visão precisa. E a capacidade de manter cérebros grandes mesmo com a tendência à miniaturização do tamanho corporal parece estar relacionada ao pedomorfismo, assim como em humanos.
A investigação da evolução da inteligência em aves se torna uma tarefa difícil dada a imprecisão na definição do que seria cognição e como medi-la, em laboratório ou na natureza. Em 1985, Kummer e Goodall propuseram a investigação de inovações como possível medida para o estudo de cognição na natureza. Inovações seriam resoluções para problemas novos ou estratégias novas para problemas antigos, seja de caráter de forrageio, ecológico ou social. Desse modo, o uso de inovação como medida permite operacionalizar a cognição animal e a comparação entre grupos taxonômicos distantes e de hábitos diferentes. O tamanho cerebral de aves é positivamente correlacionado com a diversidade de inovações técnicas de forrageio e apoia hipótese de que um quociente de encefalização maior está relacionado a maior repertório comportamental. Filogeneticamente, o aumento desse quociente ocorreu diversas vezes na evolução das aves indicando eventos de convergência evolutiva e também se correlaciona positivamente com famílias de dietas oportunistas.
Os chickadees, mencionados acima por seu canto dotado de sintaxe [ver Comunicação], estão entre as espécies que apresentam altas taxas de inovação de forrageio, explorando novos recursos no ambiente com facilidade. E mais, indivíduos da mesma espécie que se encontram em habitats mais rigorosos ou variados tendem a ter regiões cerebrais relacionadas à memória ou inovação mais desenvolvidas. Chickadees de montanhas geladas apresentam hipocampo significativamente maiores que os de climas mais amenos, assim como Bullfinches de zonas urbanas tendem a maiores taxas de resolução de problemas que seus coespecíficos de mata.
Outra hipótese é que o aumento da cognição estaria relacionado ao comportamento social e a vida em grandes bandos, como ocorre em primatas. No entanto, em aves, essa correlação não se mantém de acordo com o tamanho do bando, mas com a vida em grupos pequenos e coesos, especialmente pares para vida toda.

## Fisiologia

### Neuroanatomia
Historicamente, acreditava-se que o telencéfalo aviário seria derivado de gânglios basais, regiões responsáveis por comportamento instintivos. Porém, em 2004, um manifesto de 29 neuroanatomistas questionou essa visão e indicou que 75% do telencéfalo de papagaios, por exemplo, seria formado pelo análogo ao córtex de mamíferos, uma proporção semelhante à dos primatas.
Do ponto de vista fisiológico, o cérebro de aves e mamíferos, especialmente os que demonstram habilidades cognitivas muito desenvolvidas, apresentam diversos indícios de convergência evolutiva. O córtex pré-frontal de mamíferos pode ser comparado ao nidopálio caudolateral (NCL) de aves, ambos sendo regiões primordiais para funções executivas, são centro de integração sensoriais e com similaridades anatômicas, como a alta densidade de fibras dopaminérgicas.  Pombos e corvídeos também apresentam um funcionamento análogo a de humanos na região do NCL quando executando tarefas que exigem memória de trabalho. As semelhanças funcionais, fruto de convergência evolutiva, parecem indicar a relação entre habilidades cognitivas e aumento de regiões associativas no encéfalo.

### Tamanho do cérebro
É sugerido que não se use tamanho do cérebro como uma medida direta para indicar inteligência. Isso se deve ao fato de que muito da massa cerebral pode ser utilizada para funções regulatórias e vegetativas. Por isso, é utilizado é o quociente de encefalização (EQ), a relação entre tamanho do cérebro e tamanho corporal. Apesar de diferenças anatômicas, o EQ nas aves é mais alto que o de répteis, chegando a ser comparável ao de mamíferos. Proporcionalmente corvos tem a mesma relação de tamanho do cérebro para tamanho de corpo que chimpanzés, e ambos possuem um cérebro maior do que o esperado para o tamanho corporal. Da mesma forma que os primatas, o aumento do tamanho cerebral em corvídeos é causado pelo aumento das regiões paliais associativas.
A grande variedade de tamanho cerebrais e habilidades cognitivas está relacionada com o tempo de desenvolvimento das diferentes famílias, sendo que, espécies precociais, cuja prole nasce preparada para buscar alimento, como as galinhas, tendem a um quociente menor, enquanto espécies altriciais, como os corvos, tendem a um quociente muito maior. Em contrapartida, espécies migratórias tendem a ter cérebros menores dado que o custo energético e o tempo demorado de desenvolvimento seriam prejudiciais nas viagens de longas distâncias.

### Receptores
Em 2018, pesquisadores investigaram as diferenças entre duas espécies, Loxigilla barbadensis e Tiaris bicolor, da família Thraupidae que divergem em níveis de inovação e oportunismo mesmo ocupando o mesmo habitat e sendo filogeneticamente muito próximas. Os resultados indicam que não há diferença de quociente de encefalização, porém, a análise de transcriptoma de diferentes regiões cerebrais dessas espécies indicou que L. barbadensis apresentava proporções maiores de receptores NDMA excitatórios na região do NCL enquanto T. bicolor apresentava proporções maiores de receptores inibitórios.
Outro estudo identificou a presença de receptores de mesotocina, uma substância análoga a ocitocina, em maior proporção em espécies de aves monógamas se comparadas a espécies aparentadas e solitárias. A administração da substância ou de seu bloqueador afetavam a união dos casais das espécies monógamas.